# Америка (футбольный клуб, Кали)
«Аме́рика» (исп. Corporación Deportiva América) — колумбийский футбольный клуб из города Кали. Это один из традиционно сильнейших и самых титулованных клубов Колумбии. «Америка» делит второе место по количеству выигранных титулов чемпионов Колумбии с «Мильонариосом», на один титул уступая «Атлетико Насьоналю». Кроме того, клуб четыре раза играл в финале Кубка Либертадорес, в том числе три раза подряд (1985—1987), и все четыре раза проиграл, что является рекордом турниров такого уровня. В активе команды имеется Кубок Мерконорте 1999 года.

## История
Команда была основана 13 февраля 1927 года. 16 февраля 1948 года «Америка» стала первым колумбийским клубом, принявшим профессионализм. Во времена Эль Дорадо за «Америку» выступали помимо колумбийцев также перуанцы, парагвайцы и аргентинцы. До 1979 года клуб лишь дважды занимал второе место в чемпионате Колумбии. Всё изменилось с приходом в клуб Габриеля Очоа Урибе, который до этого 6 раз приводил «Мильонариос» к победам в чемпионате Колумбии. Всего лишь за 23 года (1979—2002) Америка выиграла 12 чемпионатов страны, семь первых из них под руководством Урибе в 1979—1990 годах.
В 1980-е годы «Америка» трижды подряд доходила до финалов Кубка Либертадорес. В 1985 году сильнее в серии послематчевых пенальти был «Архентинос Хуниорс». В следующем году команда не смогла ничего противопоставить мощи великого состава аргентинского «Ривер Плейта». Наиболее близка «Америка» к успеху была в 1987 году. Дома уругвайский «Пеньяроль» был обыгран 2:0, в гостях колумбийцы уступили 2:1. Но это был последний сезон в Кубке Либертадорес, когда для определения победителя должен был проводиться третий матч. Переигровку выиграл «Пеньяроль» (1:0) и в пятый раз завоевал трофей. Если бы тогда действовали современные правила, переигровки бы не было, и Кубок Либертадорес достался бы «Америке». В середине 1980-х годов за «Америку» выступали такие футболисты, как Фальчиони, Гонсалес Акино, Луна, В.Эспиноса, Виаффара, Сото, В. Ортис, Гарека, Кабаньяс, Антони Де Авила, Баталья. В 1996 году «Америка» опять проиграла в финале главного клубного турнира Южной Америки, и опять соперником был мощнейший «Ривер Плейт». Теперь костяком команды были Оскар Кордоба, Антонио Де Авилья, К. Асприлья, Бермудес, В. Кабрера.
В 1996 году «Америка» была названа IFFHS вторым по силе клубом мира после «Ювентуса».
Международный трофей всё же покорился «Америке» в 1999 году, когда в финале Кубка Мерконорте она обыграла другую колумбийскую команду «Индепендьенте Санта-Фе». В первом матче дома «Америка» проиграла гостям 1:2, за что их тренер Отониель Кинтана тут же был уволен. В ответном матче, уже под руководством Хайме Де Ла Пава, «Америка» выиграла в Боготе 1:0 и была точнее в серии послематчевых пенальти. Лидерами команды были Робинсон Сапата, Луис Валенсия, Фабиан Варгас, Маурисио Ромеро, Вильям Сапата, Леонардо Морено, Хаиро Кастильо и Хулиан Тельес.
С 1995 года «Америка» находится под жёсткими экономическими санкциями за подозрения в связях с наркокартелями Кали, в так называемом «Списке Клинтона». Максимальный бюджет составлял 2 млн долларов, а потолок зарплат в клубе в расчёте на футболиста не превышал 5.000 долларов. У клуба в течение 4 лет не было титульного спонсора, а основные доходы команда получала от продажи билетов на домашних матчах, футболок и сувениров.
В 2008 году руководство мэрии Кали пошло на встречу «Америке» и поспособствовало смягчению санкций. Несмотря на экономические трудности, спортивные результаты команды оставались довольно высокими, хотя и несопоставимыми с легендарными восьмидесятыми и девяностыми годами. В 2008 году команда пробилась в розыгрыш Кубка Либертадорес 2009.
В 2011 году «Америка» впервые в своей истории вылетела из Кубка Мустанга — высшего дивизиона чемпионата Колумбии. После этого в Кали прошли массовые беспорядки. Во втором дивизионе, а именно в регулярном первенстве, «Америка», как правило, находилась в числе лидеров, однако в плей-офф «Америка» в 2012—2015 гг. была менее удачлива и не могла добиться повышения. В Апертуре 2014 года «Америка» дошла до финала, где крупно проиграла и упустила первую возможность сыграть в главном финале чемпионата Примеры B. По итогам 2016 года «Америка» заняла первое место в Примере B, добившись возвращения в элитный дивизион.
В 2019 году, спустя 11 лет, «Америка» вновь стала чемпионом Колумбии.

## Достижения
- Чемпион Колумбии (15): 1979, 1982, 1983, 1984, 1985, 1986, 1990, 1992, 1996/97, 2000, 2001, 2002-I, 2008-II, 2019-II, 2020
- Вице-чемпион Колумбии (6): 1960, 1969, 1987, 1991, 1995, 1999
- Чемпион Колумбии во Втором дивизионе (1): 2016
- Финалист Кубка Либертадорес (4): 1985, 1986, 1987, 1996
- Обладатель Кубка Мерконорте (1): 1999

## Главные соперники
- «Депортиво Кали»
- «Атлетико Насьональ» (Медельин)
- «Мильонариос» (Санта-Фе-де-Богота)